# Emmanuel Masqueray
Emmanuel Louis Masqueray, né à Dieppe le 10 septembre 1861 et mort à Saint Paul (Minnesota) le 26 mai 1917, est un architecte français qui fit sa carrière aux États-Unis.

## Biographie
Emmanuel Masqueray naît à Dieppe de Charles-Emmanuel Masqueray et de son épouse, née Henriette-Marie-Louise de Lamare. Il étudie d'abord à Rouen, puis à Paris où il entre à l'École des beaux-arts en tant qu'élève entre autres de Charles Laisné et de Léon Ginain. Il reçoit le prix Deschaumes de l'Institut de France, et le prix Chaudesaigues. Il travaille à Paris pour la Commission des monuments historiques.
Masqueray part pour les États-Unis en 1887 travailler au cabinet d'architectes Carrère and Hastings (en) de New York. John Merven Carrère et Thomas Hastings avaient été condisciples de Marsqueray aux beaux-arts. Il collabore à la conception du Ponce de León Hotel et de l'hôtel Alcazar (de style néo-Renaissance espagnole, aujourd'hui Lightner Museum) à Saint Augustine en Floride en 1887, ainsi qu'au Commonwealth Club de Richmond (Virginie) et au gratte-ciel Edison de New York (démoli) en 1891. Cinq ans plus tard, il rejoint le cabinet de Richard Morris Hunt, premier architecte américain à avoir été élève de l'École des beaux-arts de Paris. Masqueray participe à la conception de bâtiments notables, comme le Elbridge Building de Marblehead, ou l'hôtel particulier de William Astor à la cinquième avenue et les fameux Ochre Court  (de style renaissance française) et The Breakers (commandé par Cornelius Vanderbilt II) à Newport. Il a aussi vraisemblablement contribué à la construction du Metropolitan Museum of Art.
Masqueray ouvre sa propre académie d'architecture, première du genre aux États-Unis, en 1893, intitulée Atelier Masqueray, d'après les canons esthétiques et techniques français de la Belle Époque. L'architecte new-yorkais Walter Chambers (1866-1945) y possède des parts et il ouvre une seconde académie pour les étudiantes en 1899. Il plaide pour la simplicité auprès de ses étudiants.
Il quitte le cabinet Hunt en 1897 pour travailler chez Warren and Wetmore. Whitney Warren avait également été un condisciple de Masqueray aux beaux-arts. Masqueray conçoit le Yacht Club de New York (1898), Westmonty à Harvard (1898), High Tide (maison estivale de William Starr Miller) à Newport, et d'autres résidences prestigieuses de Nouvelle-Angleterre.
Sa réputation atteint une échelle internationale en 1901, lorsque le comité de Exposition universelle de 1904, qui doit se tenir à Saint-Louis, le choisit comme architecte en chef. Il s'entoure d'anciens élèves et, outre sa responsabilité de la conception architecturale de l'exposition, il construit personnellement plusieurs bâtiments de l'exposition, comme le palais de l'agriculture, les cascades et les colonnades, le palais de la forêt, de la pêche et de la chasse, le palais de l'horticulture et le palais des transports.
Après ses trois années de responsabilité à Saint-Louis, Masqueray reçoit ensuite la commande de la cathédrale de l'archidiocèse de Saint Paul, de la part de Mgr John Ireland. Masqueray s'installe à Saint Paul en 1905 pour s'ateler à la tâche, et y demeure, jusqu'à sa mort. Il y conçoit aussi une douzaine d'églises de la région, ainsi que des écoles paroissiales et diverses résidences. Il ouvre également un atelier à Saint Paul, en 1906, qui applique aussi les méthodes des beaux-arts de Paris.
Il faisait partie de différentes sociétés d'architecture à New York
Il est enterré au cimetière du Calvaire (Calvary Cemetery) de Saint Paul.

## Quelques œuvres

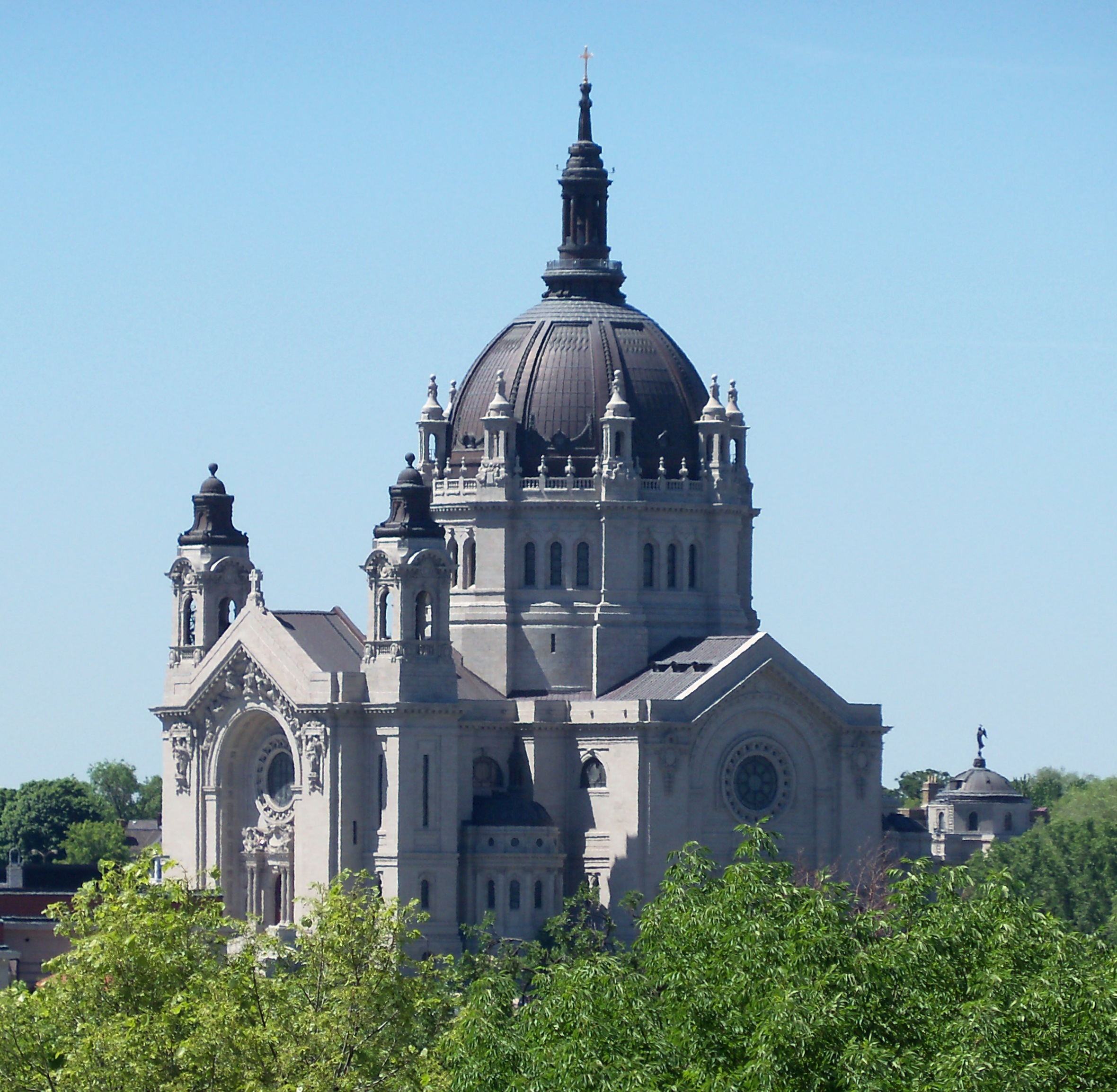
Vue de la cathédrale Saint-Paul, Saint Paul

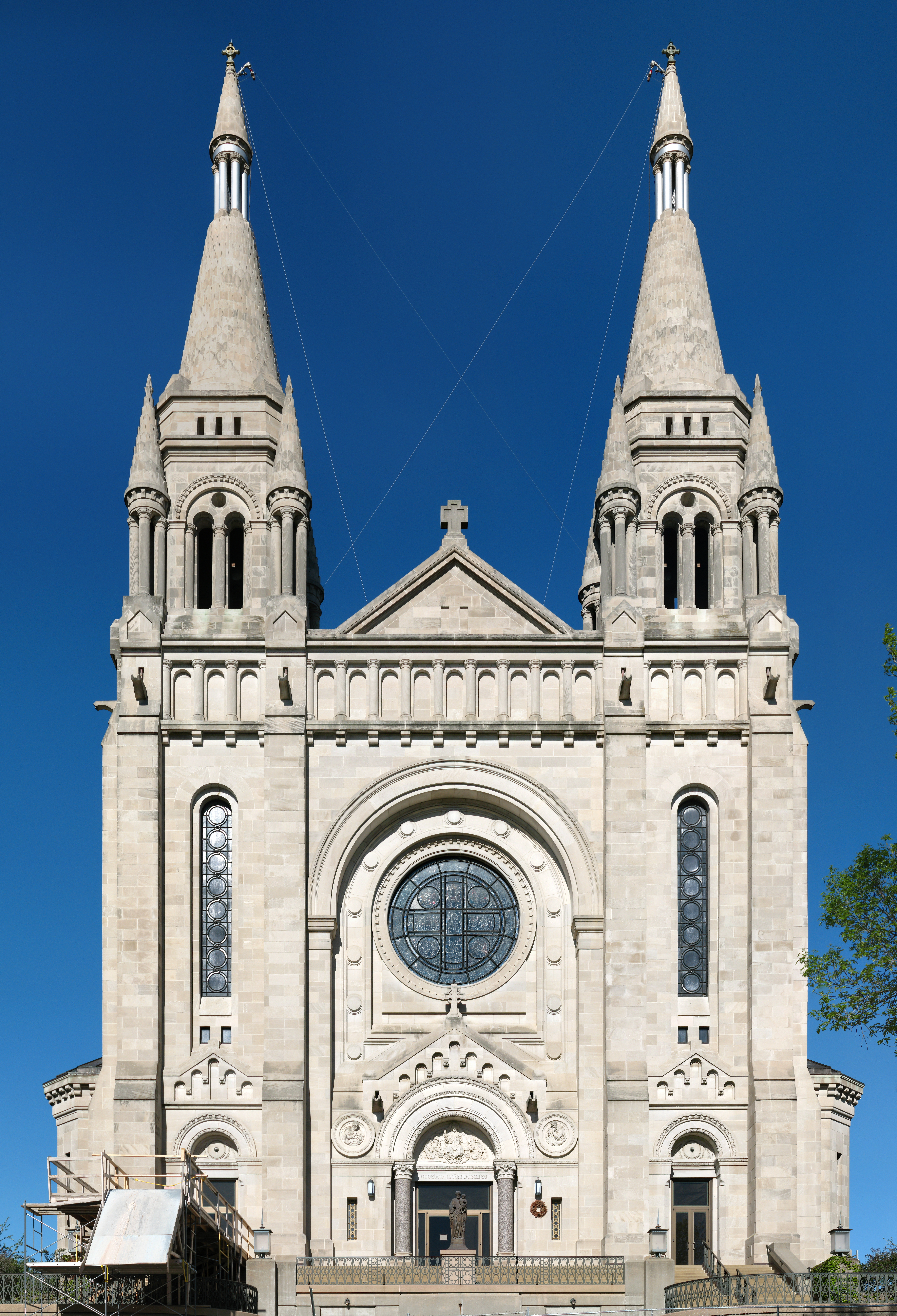
Façade de la cathédrale Saint-Joseph, Sioux Falls

- Basilique Sainte-Marie de Minneapolis (Minnesota), 1908
- Cathédrale Saint-Paul à Saint Paul (Minnesota), à partir de 1906
- Église épiscopalienne Saint-Paul, à Saint Paul (Minnesota), 1912
- Église luthérienne de Bethléem, à Saint Paul (Minnesota)
- St. Thomas University, University Hall (université), à Saint Paul (Minnesota)
- Chapelle Saint-Thomas-d'Aquin, à Saint Paul (Minnesota), 1917-1918)
- Église du Rédempteur, à Marshall (Minnesota), 1915
- Église Saint-Pierre, à Saint Peter (Minnesota), 1911 (détruite par une tornade en 1998)
- Église Saint-Édouard, à Minneota (Minnesota)
- Église Saint-François, à Benson (Minnesota)
- Église du Sacré-Cœur, à Murdock (Minnesota)
- Église Saint-Patrick, à Cedar Falls (Iowa)
- Cathédrale de l'Immaculée-Conception de Wichita (Kansas)
- Cathédrale Saint-Joseph de Sioux Falls (Dakota du Sud)